# بروس بيرمان
بروس بيرمان (بالإنجليزية: Bruce Berman)‏ هو مخرج منفذ ومنتج أفلام أمريكي، ولد في 25 أبريل 1952 في نيويورك في الولايات المتحدة.

## وصلات خارجية
- بروس بيرمان على موقع IMDb (الإنجليزية)
- بروس بيرمان على موقع قاعدة بيانات الفيلم (الإنجليزية)